# Delvenau
El Delvenau és un riu de l'estat alemany de Slesvig-Holstein, amb una llargada de 50 quilòmetres. Neix al poblat de Büchen i desemboca al Canal Elba-Lübeck prop de Lauenburg. Des del segle xiv el curs inferior del riu va ser integrat en elStecknitzkanal que connectava Lübeck i el Mar Bàltic amb l'Elba una ruta comercial important a la Ruta de la Sal per evitar a les barques el revolt de la península danesa que no era sempre terra amiga de la Lliga Hanseàtica. Entre Witzeeze i Lauenburg forma la frontera entre Slesvig-Holstein i Mecklenburg-Pomerània Occidental, de 1945 fins a la reunificació alemanya del 1990, frontera d'estat quasi impenetrable entre les dues Alemanyes.
Als seus Gesta Hammaburgensis Ecclesiae Pontificum Adam de Bremen al segle xi cita el Delvenau com a part del limes saxoniae, la frontera del Regne Franc pactada presumptivament per Carlemany amb els obotrites el 809: «A quo sursum limes currit per silvam Delvunder usque in fluvium Delvundam» (Des d'allà la frontera segueix el bosc i el riu Delvenau). No hi traces d'aquest pacte ni del limes saxoniae, aparentment una falsificació per servir els interessos polítics de l'arquebisbe Adalbert de Bremen (1000-1072).
Afluent
- Riedebek
- Dos afluents històrics, l'Steinau i el Linau ara desemboquen al Canal Elbe-Lübeck